# Salto de Pirapora (ort)
Salto de Pirapora är en ort i Brasilien.   Den ligger i kommunen Salto de Pirapora och delstaten São Paulo, i den sydöstra delen av landet, 900 km söder om huvudstaden Brasília. Salto de Pirapora ligger 639 meter över havet och antalet invånare är 32 227.
Terrängen runt Salto de Pirapora är huvudsakligen platt, men österut är den kuperad.Runt Salto de Pirapora är det ganska tätbefolkat, med 144 invånare per kvadratkilometer.. Närmaste större samhälle är Votorantim, 17,9 km nordost om Salto de Pirapora.
Runt Salto de Pirapora är det i huvudsak tätbebyggt.